# Arroux
De Arroux is een rivier in Frankrijk. Ze ontspringt in de Côte-d'Or en stroomt 120 km door de departementen Côte-d'Or en Saône-et-Loire. Het is een zijrivier aan de rechteroever van de Loire, waar ze in Digoin in vloeit.